# Ammophila (gènere)
|  | Aquest article tracta sobre Ammophila (planta). Vegeu-ne altres significats a «Ammophila». |

Ammophila és un gènere de plantes de la família de les poàcies. Compta amb dues espècies molt semblants que viuen gairebé exclusivament als sorrals litorals: d'ací el nom llatí Ammophila (del grec ámos, 'sorra', i philos, 'amic').
Les plantes del gènere Ammophila tenen potents rizomes que els permeten arrelar-se en un substrat solt i mogut pel vent, a la vegada que sobreviure en circumstàncies desfavorables (secada, principalment) perdent les parts aèries (o sigui hemicriptòfites).

## Taxonomia
- Ammophila arenaria, anomenat en català borró o canya d'arena. Europa i mediterrània. Floreix de maig a juliol.
- Ammophila breviliguata. Costa atlàntica de Nord-amèrica i ribes dels Grans Llacs.